# Академска и истраживачка рачунарска мрежа Републике Српске
Академска и истраживачка рачунарска мрежа Републике Српске  јавна је установа основана крајем 2006. године са задатком изградње, развоја, одржавања и коришћења информационо-комуникационе инфраструктуре за потребе високошколских и научноистраживачких организација Републике Српске.
Одлуком Владе Републике Српске од 24. јануара 2019. године Јавна установа „Академска и истраживачка мрежа Републике Српске“ престала је са радом. Сва права и обавезе Јавне установе „Академска и истраживачка мрежа Републике Српске“ преузело је Министарство за научнотехнолошки развој, високо образовање и информационо друштво (у складу са чланом 27. новог Закона о Републичкој управи). Све досадашње активности и циљеви „Академска и истраживачка мрежа Републике Српске“ остали су непромењени, а рад мреже и подршка корисницима настављена је без прекида.
Сви текући послови, након реорганизације настављени су да се реализују у оквиру „Одсјека за академску и истраживачку мрежу - СAРНET“ Министарства за научнотехнолошки развој, високо образовање и информационо друштво.

## Предуслови
Рaчyнaрскa мрeжa Унивeрзитeтa y Бaњoj Лyци (која прeдстaвљa oснoвнy инфрaстрyктyрy зa рaзвoj нayкe и oбрaзoвaњa y Рeпyблици Српскo), у свeтски трeнд глoбaлизaциje инфoрмaциoнoг прoстoрa  укључила је и Унивeрзитeт y Бaњa Лyци пoчeткoм 1991. гoдинe. Нaжaлoст, рaтнa збивaњa y бившој Босни и Херцеговини  (1991-1995. гoдинa), кao и пoслeдицe рaтa, нисy дoзвoлили интeзивaн рaзвoj y склaдy сa свeтским трeндoвимa и oбeктивним пoтрeбaмa Унивeрзитeтa. Ипaк, и пoрeд нeдoстaткa финaнсијских срeдстaвa и систeмскoг пристyпa нaдлeжних држaвних oргaнa, eнтyзијaзмoм и вoљoм aкaдeмскe зajeдницe постигнути су пoстeпeни, aли знaчајни yспeси y нaстaнкy и рaзвojy oвe мрeжe.
Koнaчнo, y нoвeмбрy 1999. гoдинe зaoкрyжeн је и финaлизирaн прojeкaт који је интeгрисao y jeдинствeнy мрeжнy цeлинy свe инститyциje Унивeрзитeтa y Бaњa Лyци. Oвaj дaтyм сe мoжe смaтрaти звaничним пoчeткoм рaдa Унивeрзитeтскe aкaдeмскe мрeжe Унивeрзитeтa y Бaњa Лyци, aли истo тaкo и званичним  пoчeткoм рaдa Aкaдeмскe и истрaживaчкe мрeжe Рeпyбликe Српскe (СAРНET). Успoстaвљaњe oвe мрeжe y бyдyћнoсти ће бити oд oгрoмнoг знaчaja зa рaзвoj нayкe, тeхникe, кyлтyрe и oбрaзoвaњa, кao и yкyпнoг eкoнoмскoг рaзвoja y Рeпyблици Српскoj.

## Положај
Јавна установа „Академска и истраживачка рачунарска мрежа Републике Српске“ (СAРНET), налази се на адреси Улица Патре 5,  Бања Лука, Република Српска, Босна и Херцеговина.

## Историјат развоја универзитетске рачунарске мреже у РС
Рачунарска мрежа Универзитета у Бањој Луци представља основну инфраструктуру за развој науке и образовања у Републици Српсакој, и тиме омогућила праћење тренда глобализације информационог простора,
Универзитет у Бања Луци релалтивно се рано укључио  у развој универзитетске мреже, већ почетком 1991. године, каада је децембар 1991. године инсталиран рачунар Micro VAX 3800 са 15 терминала. Међутим на даљи развој утицала су ратна збивања у бившој Босни и Херцеговини  (од 1991.до 1995. година), а касније и тешке поседице рата, које су онемогућиле интензиван развој информационог простора у складу са светским трендовима и објективним потребама Универзитета.
И поред недостатка финансијских средстава, ентузијазам и системски приступ надлежних државних органа, уз јаку жењу академске заједнице резултовао је постепеним, али значајним развојем универзитетске мреже, који се овако хроноилошки одвијао:
- Мај 1995 године: успостављена је рачунарска комуникациона веза Универзитетског рачунарског центра са акадмском мрежом СРЈ путем TCP/IP протокола, брзином од 9.6 Kb/s. Ова мрежа је уједно била и прва интернет веза Бања Луке са светом и прва интернет веза у целој Босни и Херцеговини, у којоj је у том историјском раздобљу још беснео грађански рат. На рачунару Micro Vax 3800, под оперативним системом VAX/VMS инсталисани су и први интернет client/сервер програми: WWW, MAIL, TELNET, FTP, NEWS, IRC, TALK и GOPHER.
- Јуна 1995 године: формирана је локална рачунарска мрежа УРЦ-а (URC LAN). Мрежа се у почетку састојала од Micro VAX рачунара и два PC рачунара који су били повезани између себе 10Mbit-ним Ethernet-ом. Овој мрежиа је септембар 1995 године: повећана брзина преноса Бања Лука - Београд на 14.4 Kb/s
- Када су фебруар 1996 године: укинуте санкције СР Југославији успoстaвљeнa је вeзa сa мeђyнaрoдним дeлoм Интeрнeтa нa нивoy свих сeрвисa.
- Децембар 1996 године: инсталиран је  LINUX сервер са функцијом router-a.
- Фебруар 1997 године: инсталирано је 6 модемских DIAL-UP телефонских линија за спољне кориснике.
- Новембар 1997. године: у УРЦ-у инсталисана је сателитска станица за везу са Интернетом преко норвешког провајдера TAIDENET (највећи транзитни центар INTERNET-а у Европи, власник сателитске станице је бањалучки комерцијални провајдер INECCO). LAN УРЦ-a је повезан на сателитску станицу брзином преноса 24 Kb/s.
- Децембар 1997. године: повећан је број рачунара на укупно 19 (4 сервера, 15 радних станица и 15 терминала). Примјена UTP технологије са два hub уређаја.
- Фебруар 1999. године: успостављена је кичма (backbone) академске мреже Републике Српске на релацији Бања Лука-Бијељина-Сарајево, када је остварена конекција на TEN-155 преко BIHARNET-a и ARNES-a са линком од 512 Kb/s (донаторски програм Владе Словеније). Увећан је и број рачунара за 12 PC-a (Pentium II, донација WUS Austria).
- Септембар 1999. године веза је прекинута  од стране BIHARNET-a, због концепцијских неслагања.

Сав скоро деценијски труд се исплатио када је у  новембру 1999. године заокружен и завршен  пројекат који је интегрисао у јединствену мрежну целину све институције Универзитета у Бања Луци. Ово ће  у 21. веку бити од огромног значаја за развој науке, технике, културе и образовања, као и укупни економски развој у Републици Српској.
Новембар 1999. године се може сматрати званичним почетком рада Универзитетске академске мреже Универзитета у Бања Луци, али исто тако и почетком рада Академске и истраживачке мреже Републике Српске (САРНЕТ).
Следила су нова решења, па је тако:
- Априла 2000. године  као алтернативно прелазно остварено прикључивање на BLIC.NET локални комерцијални провајдер како би била остварена доња граница потребна за нормално одвијање интернет саобраћаја на академској мрежи. Линк ради на брзини од 128 Kbps што једва задовољава минимум потреба наше академске заједнице.
- Фебруара 2006. године на универзитетску рачунарску мрежу спојени су Филозофски факултет Универзитета у Бања Луци и Ректорат Универзитета у Бања Луци након дужег времена спрекида у раду.

Koмплeтaн рaзвoj Унивeрзитeтскe aкaдeмскe мрeжe je тeкao вeoмa спoрo, штo сe мoжe видeти из гoрe нaвeдeне хронологије умрежавања, пре свега због тeшке финaнсијске ситyaциjy y oбрaзaoвaњy, нayци и тeхници и yслoвe y којимa се живело и рaдилу с краја 20. века и у првој деценији 21. века.
И док су се на Унверзитету у Бања Луци суачавали са многим проблемима нaпрeдaк тeхнoлoгиje био је нeyмoљив, па је тако  свeт је стигao дo Interneta II, гигaнтских брзинa прeнoсa и пoтпyнe глoбaлизaциje инфoрмaциoнoг oкрyжeњa.
Како се не би изгубио корак са светом у сарадњи са стручњацима Телекома Српске током 2007. године извршена је идентификација и резервисање расположиве пасивне инфраструктуре Телекома за потребе SARNET –а, а на основу предприватизационог уговора између Владе Републике Српске и Телекома о трајном приступу и коришћењу телекомуникационе инфраструктуре за потребе Владе.
Академска истраживачка мрежа Републике Српске је типична рачунарска мрежа која обухвата шире географско подручје, односно WAN мрежа (енг. Wide Area Network),  имајући у виду да се простире целом Рубликом Српском.
Кичма (енг. Backbone) мреже је реализована употребом пасивне оптичке инфрастуктуре компаније Мтел а.д. Бања Лука.
Брзе, поуздане и квалитетне везе унутар мреже, али и према глобалној Интернет мрежи Академској истраживачкој мрежи Републике Српске омогућава примена TCP/IP (енг. Transport Control Protocol/Internet protocol) протокола и оптичке технологије за пренос података.
Да би се осигурао постигнути квалитет преноса, коришћене су оптичке технологије за пренос података у реализацији приступне мреже. СAРНET  је реализовао већи број тачака у којима се обезбјеђује физички приступ Академској мрежи, њеним сервисима, и на којим се повезује једна или више институција на СAРНET  (енг. POP, Point-of-Presence). Све изведене СAРНET ПОП тачке су повезане оптичким линковима на кичму мреже.
Како сва пасивна и активна мрежна опрема СAРНET-а подржава Gigabit Ethernet (1000BASE-X) омогућено је да сви корисници буду међусобно повезани везама изузетно великих брзина, што ову мрежу чини технолошки савремено рачунарско мрежно окружење.
Спољну везу према паневропској истраживачкој мрежи (GEANT) Академска и истраживачка рачунарска мрежа Републике Српске рализује у сарадњи са академском мрежом Србије - АМРЕС.
Тренутно су на располагању следећи технички сервиси СAРНET-а:
- DNS и реверзни DNS30;
- Proxy31 и Mail server;
- WEB server;
- Content/Document Sharing32
- Серверска виртуализација,  заједно са раније припремљеним комплетним платформама за примену видео конференцијских, IPTV33 и TVOverIP34 технологија, која представља добру претпоставку за убрзан развој и коришћење Академске и истраживачке мреже Републике Српске.

## Задаци
Академска и истраживачка рачунарска мрежа Републике Српске (SARNET) обавља послове који се односе на телекомуникације које су свако емитовање, пренос или пријем порука (говор, звук, текст, слика или подаци) у виду сигнала, коришћењем жичних, радио, оптичких или других електромагнетских система.
SARNET је посебно задужен за обављање следећих послова:
- пројектовање, развој, изградња, одржавање и унапређење рачунарске и комуникационе инфраструктуре и сервиса која повезује образовне и научноистраживачке институције у Републици Српској у јединствену рачунарску мрежу,
- управљање образовном и научноистраживачком рачунарском мрежом Републике Српске,
- повезивање и сарадња са националним и интернационалним образовним и научноистраживачким рачунарским мрежама,
- координација рада сервисних центара, мрежних чворишта и рачунских центара у оквиру универзитета и других организационих јединица при факултетима и институтима,
- стручна помоћ и едукација корисника услуга образовне и научноистраживачке рачунарске мреже;
- образовање одраслих и остало образовање, и
- обавља и друге послове у складу са законом и статутом.

## Стање  СAРНET-а
До сада је у оквиру СAРНET-а стављена у функцију комплетна кичма мреже (network backbone) на потезу Бања Лука-Требиње, а Академска и истраживачка мрежа Републике Српске је постала битан сервис високообразовне и научноистраживачке заједнице Републике Српске.
Кичма академске и истраживачке мреже Републике Српске је реализована коришћењем једног пара G.652 влакана магистралне оптичке инфраструктуре Телекома Српске од Бање Луке до Требиња, као и пара влакана међународног транзита на релацији Зворник-Шабац, којим је остварена веза са Академском и истраживачком мрежом Србије -АМРЕС. Активна опрема мреже се налази или у колокацији у радним јединцима Телекома или код корисника мреже. Целокупна мрежа је реализована као гигабитска етернет мрежа (1 Gb/s Ethernet)

## Прикључене институције[2]

#### Универзитет у Бањој Луци
- Електротехнички факултет Универзитета у Бањој Луци,
- Природно-математички факултет Универзитета у Бањој Луци,
- Универзитетски град у Бањој Луци, Булевар војводе Петра Бојовића,
  - Факултет политичких наука Универзитета у Бањој Луци,
  - Филозофски факултет Универзитета у Бањој Луци ,
  - Академија умјетности Универзитета у Бањој Луци ,
  - Филолошки факултет Универзитета у Бањој Луци,
  - Факултет физичког васпитања и спорта,
  - Пољопривредни факултет Универзитета у Бањој Луци;
- Универзитетски кампус у Бањој Луци, Булевар војводе Степе Степановића,
- Економски факултет Универзитета у Бањој Луци ,
- Правни факултет Универзитета у Бањој Луци ,
- Машински факултет Универзитета у Бањој Луци,
- Архитектонско-грађевинско-геодетски факултет Универзитета у Бањој Луци,
- Шумарски факултет Универзитета у Бањој Луци,
- Технолошки факултет Универзитета у Бањој Луци;

### Универзитет у Источном Сарајеву
- Електротехнички факултет Универзитета у Источном Сарајеву,
- Машински факултет Универзитета у Источном Сарајеву,
- Пољопривредни факултет Универзитета у Источном Сарајеву,
- Музичка академија Универзитета у Источном Сарајеву,
- Универзитетски рачунарски центар, Универзитет у Источном Сарајеву
- Ректорат  Универзитет у Источном Сарајеву
- Економски факултет Универзитета у Источном Сарајеву (Пале),
- Правни факултет (Пале),
- Филозофски факултет (Пале),
- Саобраћајни факултет у Добоју,
- Технолошки факултет Зворник,
- Медицински факултет Универзитета у Источном Сарајеву,
- Факултет за производњу и менаџмент у Требињу.

### Остале институције
- Студентски центар “Никола Тесла”, Бања Лука,
- Академија наука и умјетности Републике Српске,
- Народна и универзитетска библиотека Републике Српске,
- Музеј Републике Српске.

## Развојни задаци
С циљем испуњавања мисије СAРНET-а, неопходно је у даљем развоју мреже предузети велик број активности у погледу обезбеђења додатне пасивне инфраструктуре, као што су проширење обима коришћења пасивне инфраструктуре Телекома Српске, изградња дистрибутивних мрежа,  изналажење инфраструктуре за редундантне везе унутар академске мреже.
Осим тога, од виталног значаја је и повезивање СAРНET -а са сродним мрежама у суседним земљама (осим постојеће везе са АМРЕС-ом, потребно је обезбедити и повезивања са академским мрежама Хрватске и Црне Горе, као и будућом академском мрежом у Федерацији БиХ).
Данашње функционално стање мреже је постигнуто коришћењем врло скромног обима активне мрежне опреме. Свако повећање броја прикључених корисника, отварање нове дистрибутивне мреже или обогаћивање топологије мреже на било који начин мора да буде пропраћено набавкама активне мрежне опреме. Значајније повећање обима мрежног саобраћаја, намеће, пре свега, опремање кичме мреже адекватном опремом и функционално одвајање активне опреме кичме мреже од активне опреме дистрибутивног слоја, као и потребе формирања мрежног оперативног центра у пуном капацитету.

## Адресни простор
ЈУ СAРНET  је чланица организације RIPE NCC и то у статусу локалног интернет регистра (енг. LIR). RIPE NCC (Réseaux IP Européens Network Coordination Centre) је регионални интернет регистар за Европу, Блиски исток и делове централне Азије.
Од интернет ресурса за Академску и истраживачку мрежу РС су нарочито значајне IPv4 адресе, јер представљају ограничен ресурс који је у великом степену већ искоришћен.
Да би се осигурао овај ресурс за научно-истраживачку заједницу и образовне институције Републике Српске ЈУ СAРНET  је регистровала блок адреса 78.28.128.0/18, из којег корисницима додељује мање блокове на даље слободно коришћење.